# Dylacha Dorsa
I Dylacha Dorsa sono una struttura geologica della superficie di Venere.